# Acanthostichus sanchezorum
Acanthostichus sanchezorum är en myrart som beskrevs av Mackay 1985. Acanthostichus sanchezorum ingår i släktet Acanthostichus och familjen myror. Inga underarter finns listade i Catalogue of Life.